# Valérie Toureille
Valérie Toureille, née en 1967 en Île-de-France, est une historienne française, professeur d'université.
Elle est spécialiste du Moyen Âge.

## Biographie
Valérie Toureille a effectué ses études à la faculté de Tolbiac, puis à la Sorbonne, où elle fut l'élève de Robert Fossier. Agrégée d'histoire, pensionnaire de la Fondation Thiers, docteur en histoire médiévale, elle soutient sa thèse en décembre 2000 sur le thème de la criminalité à la fin du Moyen Âge, préparée sous la direction de Claude Gauvard pour laquelle elle reçoit en 2001 le prix Mariette Bénabou (un des prix de la Chancellerie des Universités de Paris). Elle a été depuis maître de conférences puis professeur des universités à l'université Paris-Seine. Elle a reçu en 2008, la médaille de bronze des Antiquités de la France (Inscriptions et Belles Lettres)
Spécialiste des questions de criminalité, elle croise l'approche historique avec celles du droit et de la sociologie. Elle a publié Crime et châtiment au Moyen Âge. Ve – XVe siècles dans l'Univers Historique, Seuil, 2013.
Depuis une dizaine d'années, elle centre ses travaux sur le phénomène des violences dans le contexte des sorties de guerre et de la désocialisation des combattants, en particulier de la guerre de Cent Ans,. Puis, à travers l'exemple du chef de guerre Robert de Sarrebrück, elle a cherché à expliquer l'économie d'une entreprise militaire dans la première moitié du XVe siècle en Lorraine. Son ouvrage Robert de Sarrebrück ou l'honneur d'un Ecorcheur (PUR, 2014) a reçu le Prix d'Histoire de l'Académie Stanislas. Elle a aussi confronté les légendes concernant les coquillards à la réalité historique et sociale à travers une série d'articles.
Par ailleurs, elle prépare avec Louis de Carbonnières l'édition du registre d'écrou Y5266 de la prison du Châtelet. En 2015, elle publie une histoire de la bataille d'Azincourt sur les lendemains de la bataille et l'éveil du sentiment patriotique. Elle a également contribué au catalogue de l'exposition sur le même thème (D'Azincourt à Marignan) pour le compte d'un des musées de l'hôtel des Invalides. Elle a dirigé l'exposition "Troyes-1420" comme commissaire scientifique autour de la commémoration du traité de Troyes, et participé à l'édition du catalogue Un roi pour deux couronnes. Troyes 1420, Snoeck, Bruxelles, 2020.
Elle vient de publier une grande biographie de Jeanne d'Arc dans une approche historique renouvelée (Perrin, 2020).

## Publications
- Vol et brigandage au Moyen Âge, Paris, Presses universitaires de France, coll. « Le Nœud gordien », 2006, 310 p. (ISBN 2-13-053970-X, présentation en ligne).
- Crime et châtiment au Moyen Âge, Ve – XVe siècle, Paris, Éditions du Seuil, coll. « L'Univers historique », 2013, 328 p. (ISBN 978-2-02-094466-3, présentation en ligne).
- Robert de Sarrebrück ou l'honneur d'un écorcheur (v. 1400-v. 1462), Rennes, Presses universitaires de Rennes, coll. « Histoire », 2014, 272 p. (ISBN 978-2-7535-3477-3, présentation en ligne). Prix de l'Académie Stanislas de Nancy en 2015.
- Le drame d'Azincourt : histoire d'une étrange défaite, Paris, Albin Michel, 2015, 240 p. (ISBN 978-2-226-31892-3)
- Jeanne d'Arc, Paris, Perrin, 2020, 432 p. (ISBN 978-2-262-06394-8, présentation en ligne).

### Direction d'ouvrages
- François Pernot (dir.) et Valérie Toureille (dir.), Lendemains de guerre... : de l'Antiquité au monde contemporain : les hommes, l'espace et le récit, l'économie et le politique, Bruxelles, P.I.E. Lang, coll. « Cahiers du Collège d'Europe », 2010, 467 p. (ISBN 978-90-5201-592-7, présentation en ligne).
- Arnaud Baudin (dir.) et Valérie Toureille (dir.), Troyes 1420 : un roi pour deux couronnes, Gand/Troyes, Snoeck, coll. « Histoire et patrimoine », 2020, 407 p. (ISBN 978-94-6161-598-5). [présentation en ligne].
- Être historien du Moyen Âge au XXIe siècle, Actes du colloque de la SHMESP, Cergy ; Évry ; Marne-la-Vallée ; Saint-Quentin-en-Yvelines, juin  2007, Publications de la Sorbonne, en collaboration à l’édition avec E. Anheim,  G. Thierry-Bürher, B. Laurioux, F. Masé et V. Theis, Paris, Publications de la  Sorbonne, 2008.
- Lendemains de guerre. De l’Antiquité au XXe siècle, Actes du colloque  octobre 2008, Cergy-Pontoise, en collaboration avec Fr. Pernot, Peter Lang éd.,  Bruxelles, avril 2010.
- Les Traités de partage du Moyen Âge au monde contemporain, Iere Journée  d’histoire de la Roche-Guyon, en collaboration avec Fr. Pernot, Paris, 2012.
- Guerre et société (1270-1480), V. Toureille (dir.), F. Berland, G. Butaud, S. Fourcade, V. Serdon, Paris, Atlande, février 2013.
- Un roi pour deux couronnes-Troyes 1420, catalogue de l’exposition  en  collaboration avec A. Baudin et les Archives départementales de l’Aube, Snoeck, Bruxelles, 2020

## Médias
- « Laissez vous guider. Paris au Moyen Âge », de S. Bern et L. Deutsch, 24 décembre 2020, France télévisions
- « Philippe le Bel. Secrets d’Histoire », S. Bern, France Télévisions, 20 septembre 2021

### Conseillère historique
- « Jeanne d’Arc. Femme, guerrière et sainte », documentaire-fiction pour My Canal et Planète +, réalisation N. Conscience et Brunard, 8 mars 2023.
- « L’affaire Jeanne d’Arc », film animation, réalisation Sarry Long et Antoine de Meaux,  Program33, France Télévisions, 2023.

## Distinctions
- Chevalière de l'ordre des Palmes académiques